# روث أبيرنيثي
روث أبيرنيثي هي نحّاتة كندية، ولدت في 1960.